# Der Dieb von Bagdad (1924)
Der Dieb von Bagdad (Originaltitel: The Thief of Bagdad) ist ein US-amerikanischer Stummfilm unter Regie von Raoul Walsh aus dem Jahr 1924. Es ist die erste großangelegte Verfilmung eines Märchens aus Tausendundeine Nacht und gilt als einer der künstlerischen Höhepunkte in der Karriere des Hauptdarstellers Douglas Fairbanks, der auch an dem Drehbuch und der Produktion beteiligt war.

## Handlung
Im mittelalterlichen Bagdad lebt und stiehlt der geschickte Dieb Ahmed in den Tag hinein. Eines Tages planen der Dieb und sein Begleiter in das Schloss des Kalifen einzubrechen und einen wertvollen Schatz zu stehlen. Im Schloss sieht er allerdings die schlafende Prinzessin, die Tochter des Kalifen, und über ihre Schönheit vergisst er den Schatz zu stehlen. Er verliebt sich sofort in sie. Die mongolische Sklavin und Dienerin der Prinzessin entdeckt Ahmed und verständigt die Wachen, doch er kann ihnen entkommen. Nachdem sein Begleiter Ahmed erzählt, dass in der Zeit von Harun ar-Raschid schon einmal ein Meisterdieb eine Prinzessin gestohlen habe, will er das ebenfalls versuchen. 
Am nächsten Tag feiert die Prinzessin ihren Geburtstag und soll verheiratet werden. Die Prinzen aus der Mongolei, Indien und Persien erscheinen am Hof des Kalifen. Die Prinzessin ist von den drei Männern allerdings keineswegs beeindruckt und insbesondere der finstere Mongolenprinz macht ihr Angst. Als Ahmed unter erfundenem Titel und mit gestohlenen Kleidern in den Hof einreitet, ist die Prinzessin von ihm begeistert und erwählt ihn als ihren Gemahl. Aus schlechtem Gewissen gibt Ahmed seine Entführungspläne auf und beichtet der Prinzessin die Wahrheit über sich. Unterdessen hat die mongolische Dienerin der Prinzessin in dem angeblichen Prinzen den Dieb aus der letzten Nacht wiedererkannt. Sie berichtet dem mongolischen Prinzen davon, der gemeinsam mit dem Kalifen die Verhaftung Ahmeds veranlasst. Ahmed wird ausgepeitscht und soll durch einen wilden Riesenaffen getötet werden. Die Prinzessin hält allerdings weiterhin zu Ahmed und besticht die Wachen, sodass sie Ahmed auf den Straßen Bagdads aussetzen.
Der Kalif verlangt von seiner Tochter, einen der drei anderen Prinzen zu nehmen. Um Zeit zu gewinnen, bittet sie jeden der Prinzen nach sieben Monaten beziehungsweise rund sieben Monden nach Bagdad mit einem Geschenk zurückzukehren. Derjenige, der das seltenste Geschenk bringe, solle sie zur Frau bekommen. Die drei Prinzen machen sich auf die Suche nach einem solchen Geschenk: Der Prinz aus Persien macht einen Fliegenden Teppich ausfindig, der Prinz aus Indien eine magische Glaskugel, der mongolische Prinz einen wunderlichen Apfel, der alle Krankheiten heilen kann.
Unterdessen bereut Ahmed sein früheres Leben und sucht einen Imam auf, den er zuvor noch wegen dessen Religiosität verspottet hatte. Der Imam zeigt ihm eine Möglichkeit, zu einem Prinzen und bedeutenden Mann zu werden: In einer Märchenwelt muss er allerhand aufregende und lebensgefährliche Abenteuer bestehen und vielen Versuchungen aus dem Weg gehen. Am Ende des siebenmonatigen Pfades wartet auf Ahmed aber schließlich eine Schatulle, die außergewöhnlicher und mächtiger als die Geschenke der drei Prinzen ist. Ahmed macht sich auf den Rückweg nach Bagdad.
Der mongolische Prinz hatte inzwischen eingefädelt, dass die Prinzessin vergiftet wird, damit er mit seinem heilenden Apfel den Retter spielen kann und ihre Hand versprochen bekommt. Die drei Prinzen treffen sich kurz vor Bagdad wieder. Hierbei blickt der indische Prinz in seine Glaskugel und sieht, dass die Prinzessin im Sterben liegt. Mithilfe des fliegenden Teppichs des persischen Prinzen erreichen sie sehr schnell das Schloss des Kalifen. Der mongolische Prinz verwendet den Apfel zur Heilung der Prinzessin und beansprucht die Heirat für sich, aber die anderen beiden Prinzen verweisen auf ihren Anteil an der Rettung der Prinzessin. Nachdem die Prinzessin in der magischen Glaskugel sieht, dass Ahmed auf dem Weg zu ihr ist, überzeugt sie ihren Vater, über die Auswahl des Bräutigams noch weiter zu beraten. Der mongolische Prinz will allerdings nicht länger warten und bringt Bagdad in einem nächtlichen Überraschungsangriff unter seine Kontrolle. 
Am nächsten Tag erreicht Ahmed das Stadttor, das durch die Mongolen bewacht wird. Mithilfe seines magischen Schatzes lässt er eine Armee aus dem Nichts entstehen, vor der ein Großteil der mongolischen Soldaten flüchtet. Der mongolische Prinz will sich daraufhin das Leben nehmen, allerdings weist ihn die mongolische Sklavin darauf hin, dass er noch mit dem fliegenden Teppich und der Prinzessin entkommen könne. Ahmed gelangt durch seinen Unsichtbarkeitsmantel durch die Reste der mongolischen Armee und kann die Prinzessin im letzten Augenblick retten. Der dankbare Kalif hat nichts mehr gegen die Heirat Ahmeds mit seiner Tochter einzuwenden.

## Hintergrund
Die Idee stammte von Douglas Fairbanks, der zu diesem Zeitpunkt auf dem Höhepunkt seiner Karriere stand. Er war der erste Hollywoodschauspieler, der in Abenteuerfilmen zum Weltstar des Kinos wurde. Der Film verhalf Anna May Wong, die in einer Nebenrolle als mongolische Sklavin erschien, zum künstlerischen Durchbruch und machte sie als erste amerikanische Schauspielerin chinesischer Herkunft international bekannt.
Der Film ist eine Mischung aus Fantasyabenteuer mit Spezialeffekten wie der Reise auf dem fliegenden Teppich und den stilistischen Mitteln des expressionistischen Films. Die Arbeit des Szenenbildners William Cameron Menzies wurde vielfach als herausragend und wegweisend betrachtet.
Im Jahr 1940 erschien ebenfalls unter dem Titel The Thief of Bagdad ein britischer Tonfilm unter Produktion von Alexander Korda, der heute ebenfalls als Filmklassiker gilt. Abgesehen von ihrem Titel und der Hauptfigur eines Diebes aus Bagdad haben die Handlungen der beiden Filme allerdings wenig Ähnlichkeiten.

## Kritiken
Der Dieb von Bagdad gilt allgemein als einer der Höhepunkte der Filmkarriere von Fairbanks. Bei Rotten Tomatoes besitzt der Film, basierend auf 25 Kritiken, eine positive Wertung von 96 %. Das Lexikon des internationalen Films schreibt: „Ungemein einfalls- und trickreich inszeniert. Als Hollywood-Märchen-Klassiker immer noch sehenswert.“

## Auszeichnungen
- 1996 wurde der Film ins National Film Registry aufgenommen.
- 2008: Platz 9 in der vom American Film Institute erstellten Liste der 10 besten Fantasyfilme aller Zeiten[3]

## DVD-Veröffentlichung
Der Film erschien 2005 in Deutschland auf DVD in restaurierter Fassung. Gaylon Carter spielte die Musik auf Orgel ein. Im Bonusteil berichtet die Leiterin der Filmsammlung der Cinémathèque française über die Restaurierungsarbeit. Außerdem ist ein Kurzfilm Der Schelm von Bagdad zu sehen.